# Праду Жуниор, Каю
Каю да Силва Праду Жуниор (порт. Caio Prado Júnior; 11 февраля 1907 — 23 ноября 1990) — бразильский историк, географ, экономист, философ

 и общественно-политический деятель левого толка.
Автор многочисленных работ по политэкономии, социально-экономической и политической истории Бразилии с XVI в. до наших дней, в том числе обобщающих трудов «Политическая эволюция Бразилии» (1933) и «Экономическая история Бразилии» (1945), открывших новую историографическую традицию в Бразилии, отождествлённую с марксизмом и приведшую к новым интерпретациям бразильского колониального общества.

## Биография
Каю Праду происходил из известной семьи, несколько представителей которой сделали политическую карьеру. Окончил юридический факультет Университета Сан-Паулу в 1928 году, где впоследствии стал профессором политической экономии. 
В 1930-х и 1940-х годах был политически активен, в том числе во время революции 1930 года. Видя несостоятельность Новой республики, пришёл к марксизму и в 1931 году вступил в Бразильскую коммунистическую партию. В 1933 году вышла его первая работа — «Политическая эволюция Бразилии» (Evolução Política do Brasil) — попытка дать обобщающее понимание политической и социальной истории страны. В 1934 году выступил соучредителем Бразильской ассоциации географов.
После поездки в Советский Союз изложил свои впечатления в опубликованной в 1934 году книге «Советский Союз — новый мир» (URSS — um novo mundo), которая была запрещена цензурой правительства Жетулио Варгаса. В 1935 году вошёл в Национально-освободительный альянс и возглавил его отделение в Сан-Паулу.
В 1942 году был издан ставший классическим труд Праду Жуниора «Формирование современной Бразилии — Колония» (Formação do Brasil Contemporâneo — Colônia), которая задумывалась как первая часть фундаментального исследования бразильской истории, но следующие тома так и не были написаны. Однако эта книга считается водоразделом в бразильской историографии и наряду с вышедшими ранее книгами его идеологических оппонентов — Жилберту Фрейре «Хозяева и рабы» и Сержиу Буарки ди Оланды «Корни Бразилии» — привлекла значительный интерес. Продолжала раскрытие темы с марксистских позиций «Экономическая история Бразилии» (História Econômica do Brasil), написанная в 1945 году и в 1949 году переведённая на русский язык.
Параллельно Праду Жуниор публиковал газету A Platéia и в 1943 году вместе с Артуром Невесом и Монтейру Лобату основал издательский дом Brasiliense, где позднее редактировал Revista Brasiliense в период с 1956 по 1964 год.
В 1945 году был избран депутатом Национального учредительного собрания от коммунистической партии, однако запрет деятельности партии властями привёл к лишению депутатов-коммунистов мандатов.
В 1950-х внёс вклад в дискуссии о диалектике, опубликовав две книги: «Диалектика знания» (1952) и «Вводные заметки к диалектике» (1959).
В 1960 году с рядом других бразильских интеллектуалов участвовал в создании Культурного союза Бразилия—СССР, предшественника нынешнего Культурного союза дружбы народов, и стал его первым президентом.
После государственного переворота 1964 года его преследовала военная диктатура. Несмотря на это, в 1966 году он был избран интеллектуалом года Бразильским союзом писателей (União Brasileira de Escritores) за свою книгу «Бразильская революция» (A revolução brasileira).
Вместе с 78 другими преподавателями он был лишён своей университетской должности в декабре 1968 года. За своё интервью 1967 года был обвинён в антигосударственном подстрекательстве и приговорён 25 марта 1970 года к 6,5 годам лишения свободы. После обращения в Верховный суд срок был сокращён до 21 месяцев в тюрьме Тирадентис, где он делил камеру с полицейским чином, арестованным за торговлю наркотиками. Отбыв почти весь срок, был оправдан Верховным судом и освобождён спустя 525 дней, проведённых в заключении.

## Основные труды
- 1933: Evolução política do Brasil
- 1934: URSS — um novo mundo
- 1942: Formação do Brasil Contemporâneo
- 1945: História Econômica do Brasil
- 1952: Dialética do Conhecimento
- 1953: Evolução Política do Brasil e Outros Estudos
- 1954: Diretrizes para uma Política Econômica Brasileira
- 1957: Esboço de Fundamentos da Teoria Econômica
- 1959: Introdução à Lógica Dialética (Notas Introdutórias)
- 1962: O Mundo do Socialismo
- 1966: A Revolução Brasileira
- 1971: Estruturalismo de Lévi-Strauss — O Marxismo de Louis Althusser
- 1972: História e Desenvolvimento
- 1979: A Questão Agrária no Brasil
- 1980: O que é Liberdade
- 1981: O que é Filosofia
- 1983: A Cidade de São Paulo

### Русский перевод
- Кайо Прадо Жуниор. Экономическая история Бразилии Архивная копия от 5 августа 2020 на Wayback Machine / Пер. с португальского А. Э. Сиповича, Г. А. Калугина; Общ. ред. и вступительная ст. Э. Л. Шифрина. — М.: Иностранная лит., 1949. — 340 с.